# 三上ヶ嶽の鬼
三上ヶ嶽の鬼（みうえがたけのおに）とは、古代に丹後国の三上ヶ嶽に住んだという3匹の鬼、英胡（えいこ）・軽足（かるあし）・土熊（つちぐま）のこと。
三上ヶ嶽は大江山の古名とされている。

## 説話
飛鳥時代、聖徳太子の異母弟である当麻皇子（麻呂子皇子・当麻王、説話では「麻呂子親王」と称される）に三上ヶ嶽に住む鬼の討伐が命じられた。
大和を出発して丹後に向かった皇子は、途中丹波国の篠村の馬堀（現在の京都府亀岡市篠町馬堀）にて死んだ馬を掘り起こしたところ生き返らせることに成功して龍馬（駿馬）を手にいれ、続いて額に老人と鏡を付けた白犬が皇子に従った。更に雲原の仏谷（現在の京都府福知山市雲原の仏谷地区）にてウツギの鞭から7体の薬師如来像を彫って、鬼退治が成功した暁には7つの寺を造営する誓願を立てた。
三上ヶ嶽で3匹の鬼と遭遇した皇子は、鬼が妖術で姿を晦ましたために苦戦を強いられるが、白犬の額に付いていた鏡に照らされてると鬼の妖術は効力を失い、姿を現した鬼たちのうち2匹は皇子に討ち取られ、残された1匹も丹後国の竹野郡に追い詰めると、岩窟に閉じ込めることに成功した。
鬼退治に成功した皇子は神に感謝して、丹波・丹後に以下の7つの寺を建立して7体の薬師如来像を分置したという。
- 京都府与謝郡与謝野町の施薬寺
- 京都市福知山市の清園寺
- 京都府京丹後市の願興寺（廃寺、本尊は丹後古代の里資料館所蔵）
- 京都市京丹後市の神宮寺
- 京都府京丹後市の等楽寺
- 京都府京丹後市の成願寺
- 京都府舞鶴市の多禰寺

## 解説
塩見行雄は、3匹の鬼の実在を疑わしいとした上で、その正体を当時の社会を脅かす災いを表現したものと推測している。

### 英胡
英胡（えいこ）は、鱏胡（えいこ）・奠胡（てんこ）とも称される。古来から猿猴・猩々などの想像上の生物や疱瘡などの疫病に比定する説もあるが、中国では胡が北狄を意味することや、当麻皇子が征新羅将軍に任命されていることから、新羅をはじめとする海外の異民族を意味していたと考えられている。

### 軽足
軽足（かるあし）は、清園寺の縁起では迦楼夜叉（かろうやしゃ）という別名で伝えられていることから迦楼羅＝迦楼と考えられ（「迦楼」と「軽」は音が似ている）、迦楼羅や夜叉を始めとする仏教説話に登場する鬼神が組み合わさって変質して仏教への脅威のように描かれるようになったと推測される。

### 土熊
土熊（つちぐま）は、土車（つちぐるま）とも称される。その発音が類似している土蜘蛛を意味していると考えられる。土蜘蛛は大和朝廷（ヤマト王権）に従わない地方豪族の姿を反映させたものと言われている。また、古くは崇神天皇の時代にも陸耳御笠という土蜘蛛が日子坐王に追われて大江山に逃れたという説話が伝えられている。